# Tinea xanthostictella
Tinea xanthostictella is een vlinder uit de familie van de echte motten (Tineidae). De wetenschappelijke naam van de soort werd in 1905 gepubliceerd door William George Dietz.